# Иван Нетов
Иван Нетов е бивш български състезател по самбо и джудо, Европейски шампион по самбо и джудо, понастоящем съдия по самбо.
Като джудист представлява България на Летните Олимпийски игри в Барселона 1992 г. и Летните Олимпийски игри в Атланта 1996 година.
Откривател и дългогодишен треньор на десеткратната европейска и шесткратна световна шампионка по самбо Мария Оряшкова. Като треньор по джудо извежда Георги Георгиев до бронзов медал на Олимпийските игри в Атина 2004 година.
Неговият син Георги Нетов е футболист, състезател на ФК Оборище (Панагюрище).
Треньор на Иван Нетов е Апостол Каишев